# UWA世界ジュニアライトヘビー級王座
UWA世界ジュニアライトヘビー級王座は、UWAが管理、認定していた王座。

## 歴史
1977年、LLIが創設。
1997年、LLIが解散。
LLIが解散後もユニバーサル・プロレスリング、新日本プロレスでタイトルマッチが行われていた。
1996年8月5日、ジュニア8冠王座の1つとして王座統一された。
1997年6月6日、安良岡裕二がジュニア8冠王座の1つであるインターナショナルジュニアヘビー級王座のみに挑戦して勝利したことでジュニア7冠王座になった。11月2日、ジュニア7冠王座が解体された。
ジュニア7冠王座が解体後もタイトルマッチが行われていた。

## 歴代王者
| 歴代   | 選手                     | 戴冠回数 | 獲得日付       | 獲得場所 （対戦相手・その他）                      |
| ------ | ------------------------ | -------- | -------------- | -------------------------------------------------- |
| 初代   | セサール・バレンティーノ | 1        | 1977年11月20日 | メキシコシティ アメリカ・サルバヘ                  |
| 第2代  | グラン浜田               | 1        | 1979年2月4日   | メキシコシティ                                     |
| 第3代  | ペロ・アグアヨ           | 1        | 1979年4月22日  | メキシコシティ 1979年12月15日返上                  |
| 第4代  | エル・ソリタリオ         | 1        | 1980年1月27日  | メキシコシティ マサノブ・クルス                    |
| 第5代  | エリック・エンブリー     | 1        | 1981年3月30日  | プエブラ州プエブラ                                 |
| 第6代  | エル・ソリタリオ         | 2        | 1981年7月19日  | メキシコシティ                                     |
| 第7代  | エル・シグノ             | 1        | 1983年6月10日  | バハ・カリフォルニア州ティフアナ 1984年2月15日剥奪 |
| 第8代  | アニバル                 | 1        | 1984年5月27日  | メキシコシティ エル・テハノ                        |
| 第9代  | インバデール3号          | 1        | 1984年9月15日  | プエルトリコ・サンフアン                           |
| 第10代 | アニバル                 | 2        | 1984年         | メキシコ                                           |
| 第11代 | ネグロ・ナバーロ         | 1        | 1985年1月6日   | メキシコシティ                                     |
| 第12代 | マノ・ネグラ             | 1        | 1985年2月25日  | プエブラ州プエブラ                                 |
| 第13代 | エル・コバルデ2号        | 1        | 1985年12月8日  | メキシコシティ                                     |
| 第14代 | グラン浜田               | 2        | 1986年3月4日   | ケレタロ州ケレタロ                                 |
| 第15代 | ブルー・パンテル         | 1        | 1986年11月16日 | メキシコシティ                                     |
| 第16代 | エル・ソラール           | 1        | 1987年5月25日  | プエブラ州プエブラ                                 |
| 第17代 | ブルー・パンテル         | 2        | 1988年2月8日   | プエブラ州プエブラ                                 |
| 第18代 | グラン・コチーセ         | 1        | 1988年9月16日  | メキシコシティ                                     |
| 第19代 | リンゴ・メンドーサ       | 1        | 1989年4月29日  | メキシコシティ                                     |
| 第20代 | ペロ・アグアヨ           | 2        | 1990年6月29日  | メキシコシティ 1992年1月剥奪                       |
| 第21代 | グラン浜田               | 3        | 1992年12月13日 | メキシコシティ ブラック・パワー2号                 |
| 第22代 | エル・エンヘンドロ       | 1        | 1993年9月12日  | メヒコ州ナウカルパン                               |
| 第23代 | グラン浜田               | 4        | 1993年9月22日  | イダルゴ州パチューカ                               |
| 第24代 | サブゥー                 | 1        | 1995年11月23日 | とどろきアリーナ                                   |
| 第25代 | エル・サムライ           | 1        | 1995年12月1日  | 新潟市体育館                                       |
| 第26代 | 金本浩二                 | 1        | 1996年3月17日  | 尼崎市記念公園総合体育館 1996年5月返上             |
| 第27代 | 大谷晋二郎               | 1        | 1996年6月17日  | 日本武道館 桜庭和志                                |
| 第28代 | ウルティモ・ドラゴン     | 1        | 1996年8月4日   | 両国国技館                                         |
| 第29代 | ザ・グレート・サスケ     | 1        | 1996年8月5日   | 両国国技館                                         |
| 第30代 | ウルティモ・ドラゴン     | 2        | 1996年10月11日 | 大阪府立体育会館                                   |
| 第31代 | 獣神サンダー・ライガー   | 1        | 1997年1月4日   | 東京ドーム                                         |
| 第32代 | エル・サムライ           | 2        | 1997年7月6日   | 真駒内アイスアリーナ                               |
| 第33代 | 大谷晋二郎               | 2        | 1997年8月10日  | ナゴヤドーム 1997年11月5日返上                     |
| 第34代 | グラン浜田               | 5        | 1998年7月30日  | 二戸市体育館 コンビクト1号                         |
| 第35代 | エル・コバルデ           | 1        | 1999年2月15日  | タマウリパス州ヌエボ・ラレド ペロ・アグアヨ        |
| 第36代 | ヘビー・メタル           | 1        | 2000年4月10日  | タマウリパス州ヌエボ・ラレド                       |
| 第37代 | シルバー・キング         | 1        | 2006年         | メキシコ                                           |
| 第38代 | ディルビオ・ネグロ2号    | 1        | 2007年2月25日  | ヌエボ・レオン州モンテレイ                         |
| 第39代 | イステリア               | 1        | 2011年6月      | メキシコ                                           |
| 第40代 | エル・プルポ             | 1        | 2011年6月16日  | タマウリパス州マタモロス                           |
| 第41代 | オペラティボ209          | 1        | 2013年5月      | メキシコ                                           |
| 第42代 | スーパー・ノヴァ         | 1        | 2013年5月17日  | アメリカ・ワシントン州ヤキマ                       |